# Культ плодородия
Культ плодородия — поклонение производящим силам живого — природы и человека. Включает магические действия и ритуалы, которые, согласно верованиям, способствуют росту и приумножению растений, животных и человека. Культы плодородия составляют один из важнейших компонентов в большинстве традиционных религий. Обряды плодородия могут происходить в рамках календарных циклов как обряды перехода в пределах жизненного цикла или как специальные ритуалы.
В качестве древнейших свидетельств таких культов исследователи рассматривают ряд наиболее ранних антропоморфных и зооморфные изображения, включая «палеолитические Венеры» и фаллические символы.
Магию плодородия выражают различные аграрные и эротические символы, в том числе амулеты, татуировки, рисунки и др., призванные способствовать фертильности обладателя. Другим выражением служат действия, которые инсценируют совокупление, оплодотворение земли, растений или животных. Эти ритуальные действия могут становиться оргиастическими культами. Магия плодородия является составной частью аграрных культов, охотничьих и скотоводческих обрядов, которые, как считается, способствуют размножению промысловых и домашних животных; большей части обрядов жизненного цикла — родильных, пубертатных, обрядов инициации, свадьбы, погребения; культов предков; календарных обрядов; культов древесных духов.
Представления о плодородии составляют основу культа большей части природных стихий, включая культы земли — (хтонические культы), воды, солнца — солярные культы), луны — лунарные культы. На стадии создания пантеонов богов, мифология, как правило, выделяет образы божеств плодородия и растительности: Осирис, Исида (древнеегипетская мифология), Астарта, Таммуз (Западная Азия), Деметра, Артемида (древнегреческая мифология), Венера и Диана (римская мифология) и др. Многие из числа божеств плодородия принадлежат к категории умирающих и воскресающих богов, сюжеты о смерти или ритуальном убийстве которых выступают символами зимнего угасания природы, а их воскресение означает весеннее возрождение.
Популярная теория архетипического культа плодородия Богини-Матери, предположительно существовавшего до возникновения патриархата и угнетения женщин, опровергается археологом Лотте Моц.